# Palhi
Palhi (en népalais : पाल्ही) est un comité de développement villageois du Népal situé dans le district de Nawalparasi. Au recensement de 2011, il comptait 5 622 habitants.